# 巴德氏兵鯰
巴德氏兵鯰，為輻鰭魚綱鯰形目美鯰科的其中一種，為熱帶淡水魚。分布於南美洲巴西Pará河及蘇利南Maroni河流域，體長可達4.7公分，棲息在底層水域，屬雜食性，生活習性不明，可做為觀賞魚。

## 扩展阅读
維基物種上的相關：巴德氏兵鯰